# Truppe straniere nella Wehrmacht
Le truppe straniere nella Wehrmacht furono le unità militari costituite prevalentemente da soldati di nazionalità non germanica, che servirono come volontarie nella Wehrmacht durante la seconda guerra mondiale. Alcune unità così formate combatterono fino alla fine della guerra, altre vennero sciolte ed altre ancora vennero incamerate dalle Waffen-SS.

## Storia dei reparti

### Arabi

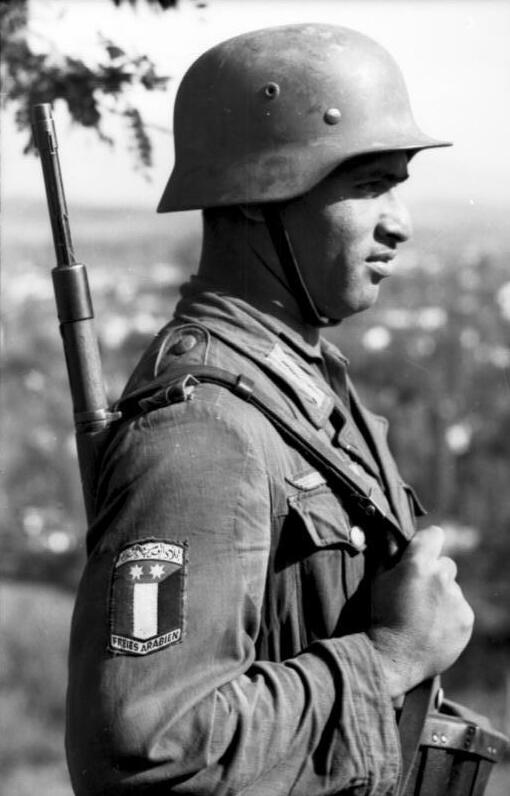
Soldato della Legion Freies Arabien, come dimostra lo scudetto cucito nella manica

Deutsche-Arabische Lehr Abteilung
il Deutsche-Arabische Lehr Abteilung (battaglione di addestramento di arabo-tedeschi) fu un'unità formata nel luglio 1941 a Sonium, in Grecia, grazie a volontari di etnia araba provenienti principalmente da prigionieri di guerra inglesi e francesi. Spedito nel Caucaso nel settembre 1942 per figurare tra le forze della pianificata invasione dei paesi arabi, combatté in realtà contro l'Armata Rossa prima di essere trasferito a Palermo due mesi dopo. Da qui gran parte del battaglione raggiunse la Tunisia (chi non lo fece andò a formare il Deutsche-Arabische Bataillon Nr 845) nel gennaio 1943 e servì per reclutare uomini arabi destinati a meri compiti di sorveglianza o alle costruzioni. Il Deutsche-Arabische Lehr Abteilung si arrese assieme alle forze dell'Asse nel maggio 1943.
Uniformi e fucili erano quelli della Francia di Vichy.
Deutsche-Arabische Bataillon Nr 845
il Deutsche-Arabische Bataillon Nr 845 (battaglione tedesco-arabo nº 845), noto anche come Legion Freies Arabien (legione liberi arabi) fu formato nel maggio 1943 nel campo d'addestramento di Döllersheim, e incluse i soldati del Deutsche-Arabische Lehr Abteilung non inviati in Nordafrica. Nel novembre 1943 arrivò l'ordine di trasferimento nel Peloponneso e di aggregarsi alla 41ª divisione da fortezza, con la quale contrastò efficacemente i partigiani greci. Circa un anno dopo, nell'ottobre 1944, l'unità si ritirò in Jugoslavia e agli inizi del 1945 ricevette nuove reclute arabe provenienti da un battaglione in via di assembramento (poi mai ultimato). Concluse le sue attività di guerra a Zagabria mentre era in organico alla 104. Jäger-Division.

### Belgi
Wallonische-Infanterie Bataillon 373
Più conosciuto con il nome di Légion Wallonie (le designazioni dei primi tempi erano Corps Franc Wallonie e Légion Belge Wallonie), il Wallonische-Infanterie Bataillon 373 (373º battaglione di fanteria vallone) fu istituzionalizzato l'8 agosto 1941 con volontari belgi della Vallonia (grazie all'aiuto del nazionalista Léon Degrelle), alcuni sovietici e altri uomini politicamente affini all'Armata Bianca della guerra civile russa.
Diversamente che da altre formazioni militari non tedesche, i volontari belgi tennero i gradi dell'esercito belga quando entrarono nella Wehrmacht. Degrelle all'inizio rifiutò addirittura la promozione a sottotenente ma presto ritornò sui suoi passi.
Nell'ottobre 1941 il battaglione ricevette l'ordine di muoversi per il fronte orientale dove arrivò il 2 novembre, via mare, a Dnipropetrovs'k. Qui si unì agli italiani del CSIR prima di essere aggregato alla 101ª divisione di fanteria leggera tedesca prima e alla 100ª divisione di fanteria leggera tedesca poi (gennaio 1942) per essere usato con compiti di retroguardia fino al febbraio 1942, quando iniziò a scontrarsi con l'Armata Rossa. A maggio era con la 68ª divisione fanteria tedesca, poi passò alla 97ª divisione fanteria leggera. Nel giugno 1943 la Légion Wallonie passò sotto il comando delle Waffen-SS e cambiò nome in SS-Sturmbrigade Wallonien.
I comandanti dell'unità, organizzata in un quartier generale, tre compagnie normali e una compagnia pesante, furono il maggiore Georges Jabobs (dall'8 agosto al 30 dicembre 1941), il capitano Pierre Pauly (dal 30 dicembre 1941 al 1º aprile 1942) e il parigrado Georges Tchekhoff (dal 1º aprile 1942 al 1º giugno 1943). Il battaglione contò nelle sue file una media di 679 uomini.

### Croati
17. Zrakoplovna Satnija
La 17. Zrakoplovna Satnija (17ª compagnia aeronautica) fu assegnata al 4º reggimento campale della Luftwaffe ed era composta da volontari croati che avevano seguito il corso di paracadutismo tenuto a Wiener Neustadt nel 1942. L'unità combatté nel settore nord del fronte orientale come parte della divisione campale "Meindl" dal 17 giugno 1942 fino a quando non fu sciolta, nel 1943. I volontari superstiti tornarono in Croazia.
Comandanti della compagnia furono il capitano Martin Pflug e il sottotenente Vladimir Panjan.
Verstärktes (kroatisches) Infanterie-Regiment 369
369. Infanterie-Division (kroatische)
La 369. Infanterie-Division (kroatische) (369ª divisione di fanteria croata) operò contro i partigiani jugoslavi in Croazia, Bosnia e Erzegovina dal novembre 1942 al maggio 1945; soprannominata la "divisione del Diavolo" (Teufels-Division), l'unità combatté accanitamente nel corso delle numerose offensive della Wehrmacht in Jugoslavia, mostrando in alcune occasioni un comportamento brutale contro combattenti nemici e presunti simpatizzanti civili.
373. Infanterie-Division (kroatische)
La 373. Infanterie-Division (kroatische) (373ª divisione di fanteria croata) operò contro i partigiani in Croazia e nei Balcani dal gennaio 1943 al maggio 1945. Suoi comandanti furono il Generalleutnant Emil Zellner (25 gennaio - 5 agosto 1943), il parigrado Eduard Aldrian (5 agosto 1943 - 20 ottobre 1944) e il Generalmajor Hans Gravenstein (20 ottobre 1944 - 8 maggio 1945).
392. Infanterie-Division (kroatische)
L'unità operò contro i partigiani in Croazia e fu agli ordini del Generalleutnant Johann Mickl dal 13 agosto 1943 al 10 aprile 1945, fino a quando cioè non morì in seguito alle gravi ferite causategli da un'imboscata partigiana.
Hrvatska Zrakoplovna Legija
La Hrvatska Zrakoplovna Legija (legione aeronautica croata) fu organizzata con dei volontari nel 1941 a partire dal Zrakoplovna Pukovnija (reggimento aeronautico croato). Il 15 luglio dello stesso anno fu inviata, alle dipendenze del colonnello Ivan Mrak, in Germania per addestrarsi. Nell'ottobre 1941 il 10º squadrone caccia partì per il fronte orientale seguito a dicembre dall'11º squadrone; il 4º squadrone venne invece inquadrato nel III gruppo del 52º stormo caccia della Luftwaffe. La legione fu riorganizzata nel gennaio 1942 per far fronte alla scarsità di velivoli e cambiò nome in Ojacano 10. Lovacko Jato (10º squadrone caccia rinforzato), sostituito a sua volta nell'aprile 1945 da Lovacka Skupina Dzal (stormo caccia di Dzal, anche se i tedeschi si riferirono ad esso come "15º squadrone del 52º stormo caccia"), quando già il 21 luglio 1944 la legione si era sciolta (verrà tuttavia ricreata come stormo da addestramento). Durante la sua vita la legione abbatté 263 aerei nemici.
Anche il 5º stormo bombardieri militò nelle file della legione aeronautica croata. Esso prestò servizio al fronte orientale dall'ottobre 1941 in organico al 10º squadrone del 3º stormo bombardieri della Luftwaffe, e dal giugno 1942 verrà trasferito al 53º stormo bombardieri con l'appellativo di "15º squadrone croato". I suoi avieri tornarono in Croazia dopo aver compiuto 1.332 missioni.
Hrvatska PZ Legija (legione antiaerea croata)
Nei primi mesi del 1943 alcuni volontari croati che avevano deciso di servire nella Wehrmacht vennero inquadrati nella Hrvatska PZ Legija (legione antiaerea croata, facente parte della Luftwaffe) con destinazione il fronte orientale. Forte di 350 cannoni e circa 3.000 uomini agli ordini del maggiore Bojnik Srnec, l'unità combatté in Ucraina fino alla caduta della Crimea controllata dall'Armata Rossa, quindi fu spostata a Zagabria dove rimase fino alla fine della seconda guerra mondiale.
Un'altra legione antiaerea croata prese vita nel tardo 1943 in Germania. Dopo essersi addestrata ad Auxerre, Bordeaux e nella stessa Germania, questa seconda legione fu inserita in una divisione antiaerea e restò in Germania fino alla fine della guerra.
Tutti i croati appartenenti a queste unità indossarono uniformi e insegne tedesche, con lo scudetto croato con scritto "Croazia" ricamato nella spalla sinistra. Dal 1944 inoltre entrò in uso un distintivo metallico da applicare alla tasca destra dell'uniforme.
Hrvatska Pomorska Legija
Volontari croati arruolati dopo la nascita dello Stato Indipendente di Croazia formarono anche un battaglione navale (Hrvatski Pomorski Sklop) che all'inizio contava 100 marinai, 220 sottufficiali e 23 ufficiali. L'intento dei governanti croati era quello di far sì che, tramite la cooperazione con la Kriegsmarine, fossero disponibili uomini validi da inserire in una futura e nuova marina croata attiva nell'Adriatico, finora osteggiata dall'Italia.
Il nome ufficiale del battaglione fu Hrvatski Pomorski Sklop - Crno More (battaglione navale croato - Mar Nero), tuttavia, fu più conosciuto come Hrvatska Pomorska Legija (legione navale croata). Inserito a pieno titolo nella marina tedesca il 3 luglio 1941, il battaglione (all'inizio comandato dal capitano di fregata Andro Vrkljan e poi da Stjepan Rumenovic) fu trasferito nella città bulgara di Varna, dove arrivò il 17 luglio 1941 e dove ricevette uniformi e addestramento all'uso di dragamine e torpediniere. Il 22 settembre le autorità tedesche giudicarono concluso il periodo di formazione e ordinarono alla legione croata (chiamata 23. Minesuch-Flottilla) di trasferirsi in Unione Sovietica, raggiunta il 30 settembre. Inizialmente le vennero assegnate unità vecchie od obsolete ma il comportamento dei croati fu oggetto di elogi durante i pattugliamenti lungo le coste prospicienti Geniscek, città ucraina in mano tedesca difesa appunto dai croati, da alcuni cavalieri rumeni e da una piccola guarnigione della Wehrmacht. Durante l'inverno gran parte della legione scavò bunker a Geniscek, ma il comandante Vrkljan viaggiò nella zona assieme ad una squadra di ispezione tedesca, combattendo a Feodosia per respingere un attacco sovietico.
Nell'aprile 1942 finalmente il porto di Geniscek si liberò dei ghiacci e la legione croata, a cui tra l'altro fu intitolata una via in città, si preparò a posare alcune mine nelle vicine acque. Proprio durante queste delicate operazioni persero la vita, accidentalmente, 25 uomini e affondarono due imbarcazioni. Il 25 maggio 1942 la piccola città ucraina venne definitivamente lasciata in favore di Mariupol', dove si trovava in agosto con circa 130 imbarcazioni e, oltre al personale croato, con 200 marinai tedeschi e 200 volontari ucraini sotto il proprio comando. Poco prima del capodanno al battaglione fu concesso un periodo di riposo in Croazia, quindi seguì un altro periodo di addestramento in Germania prima del ritorno a Varna effettuato verso la metà del 1943. Di pari passo arrivò anche il nuovo nome Unterseeboot-jagerflotille 23 (23ª flottiglia antisommergibile). Nel marzo 1943 erano intanto arrivati nuovi rinforzi consistenti in 1.000 uomini e due batterie di artiglieria costiera.
Quando nel settembre 1943 venne proclamato l'armistizio italiano, cadde anche il veto italiano alla formazione di una marina croata navigante nel Mediterraneo. Nell'ottobre dello stesso anno dunque la legione croata ritornò gradualmente in Patria. Una volta al completo (verso la fine del maggio 1944) all'unità fu assegnata come destinazione Trieste, dove venne sciolta e i suoi uomini inquadrati nella Kriegsmarine (come nel caso delle due batterie costiere) o nella nuova marina croata.

### Francesi

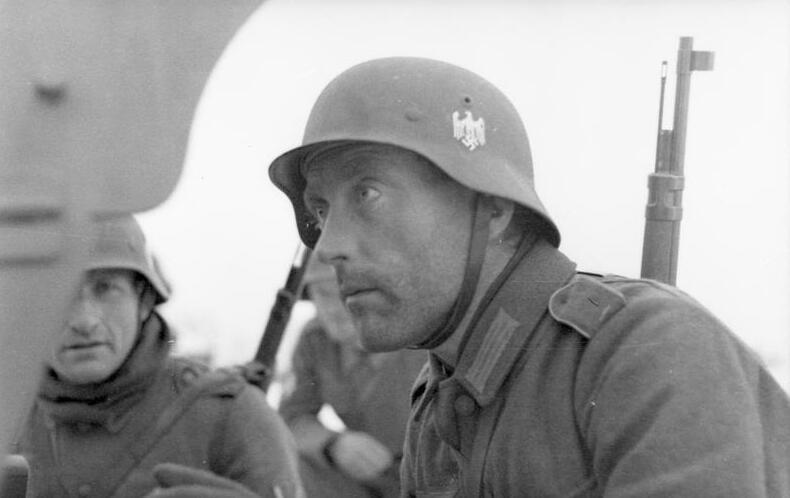
Soldato della LVF fotografato in URSS nel novembre 1941

Légion des volontaires francais contre le bolchévisme
Volontari nella 21. Panzer-Division
La 21. Panzer-Division (21ª divisione corazzata) era equipaggiata con un significativo numero di camion e carri armati francesi (SOMUA S35 e Hotchkiss), pertanto si servì di circa 230 meccanici francesi volontari inquadrati in una compagnia. L'abbigliamento di questi francesi non prevedeva insegne particolari.
Volontari nella Brandenburg
L'unità speciale dell'Abwehr, la divisione Brandenburg, contò al suo interno anche 180 francesi organizzati nell'8ª compagnia del 3º reggimento basato a Eaux-Bonnes, in Aquitania, dove fronteggiò i partigiani requisendo radio clandestine, facendo arresti e conducendo operazioni militari, compresa la battaglia di Vercors dove i partigiani la scambiarono per una unità delle SS.
Volontari nella Kriegsmarine
Anche la marina militare tedesca, la Kriegsmarine, si interessò al reclutamento di volontari francesi. Nel 1943 infatti aprì uffici atti allo scopo in vari porti francesi e addestrò gli uomini, a cui non spettarono insegne o divise particolari, in Alsazia. Duecento volontari vennero assegnati a La Rochelle per la sorveglianza del porto e l'unità fu chiamata Kriegsmarinewerftpolizei "La Pallice", comandata dal sottotenente Rene Lanz già veterano della LVF (unità simili nacquero forse anche a Saint-Nazaire e Bordeaux). Nel febbraio 1944 93 ufficiali, 3.000 tra sottufficiali e soldati, 680 tecnici e 25.000 civili erano impiegati nelle basi della Kriegsmarine a Brest, Cherbourg, Lorient e Tolone. Dalla fine del giugno 1944 ai volontari francesi della Kriegsmarine fu chiesto di scegliere se continuare la normale attività o entrare nella divisione "Charlemagne" delle Waffen-SS, così circa 1.500 di loro scelsero la seconda opzione.
Legion Speer
La legione Speer, dal nome del ministro degli armamenti Albert Speer, venne creata nel 1942 con prigionieri di guerra sovietici. Spedita nel settembre 1942 nella costa atlantica francese con compiti non combattivi, alla fine del 1943 venne armata e posta sotto il controllo dello NSKK che provvide ad ingrossarne le file con 500 francesi. Nell'estate 1944 l'unità subì l'operazione Overlord e combatté anche in Italia. L'unità si disgregò quando parte del personale entrò nelle Waffen-SS e parte venne reclutato in una unità di tecnici.
Volontari nello NSKK Motorgruppe Luftwaffe
Al Nationalsocialistische Kraftfahrkorps Motorgruppe Luftwaffe (corpo automobilistico nazionalsocialista della Luftwaffe, unità composta da automobilisti e ingegneri con compiti logistici) vennero assegnati dal 21 luglio 1942 2.500 francesi per formare il 4º reggimento di stanza a Vilvoorde, nelle Fiandre. Supervisionato da sottufficiali alsaziani, il reggimento si trasferì al fronte orientale all'inizio del 1943. Nel luglio dello stesso anno una trentina di giovani francesi capeggiati da Jean-Marie Balestre disertarono per unirsi alle Waffen-SS. Nel 1944 la maggior parte dei francesi combatterono, divisi in kampfgruppen, i partigiani dell'Italia settentrionale e della Croazia, mentre altri (tra cui il figlio del collaborazionista Philippe Henriot) finirono in Ungheria e si scontrarono con l'Armata Rossa fino in Austria.
Volontari nella FlaK
Una parte dell'opinione pubblica francese rimase indignata dai bombardamenti aerei Alleati, sicché per i tedeschi fu facile reclutare volontari da inserire nella FlaK, la contraerea dipendente dalla Luftwaffe, una volta ottenuto con altrettanta facilità il permesso dal governo di Vichy nel 1943. I volontari arrivarono dalle unità di artiglieria dell'esercito di Vichy; 4.800 uomini vennero assegnati alle postazioni d'avvistamento e ai proiettori luminosi e 2.000 alle unità contraeree installate su rotaie, inoltre si formarono due gruppi di artiglieria contraerea (numero 401 e 402) con sei batterie ciascuno forti di 12 cannoni francesi da 25 mm per batteria. Alcuni volontari si unirono nel 1944 alla Milice française mentre altri andarono a costituire l'unità antiaerea della divisione delle Waffen-SS "Charlemagne".

### Indiani
Infanterie-Regiment 950 (indische)
L'Infanterie-Regiment 950 (indische) (950º reggimento di fanteria indiana), conosciuto anche come Legion Freies Indien (legione liberi indiani), venne creato il 26 agosto 1942 principalmente con volontari, ma anche forzati, indiani precedentemente arruolati nella 3ª brigata motorizzata indiana (presa prigioniera in Nordafrica) dell'esercito inglese. Contribuì a questi processi anche Subhas Chandra Bose, ex presidente del Congresso Nazionale Indiano.

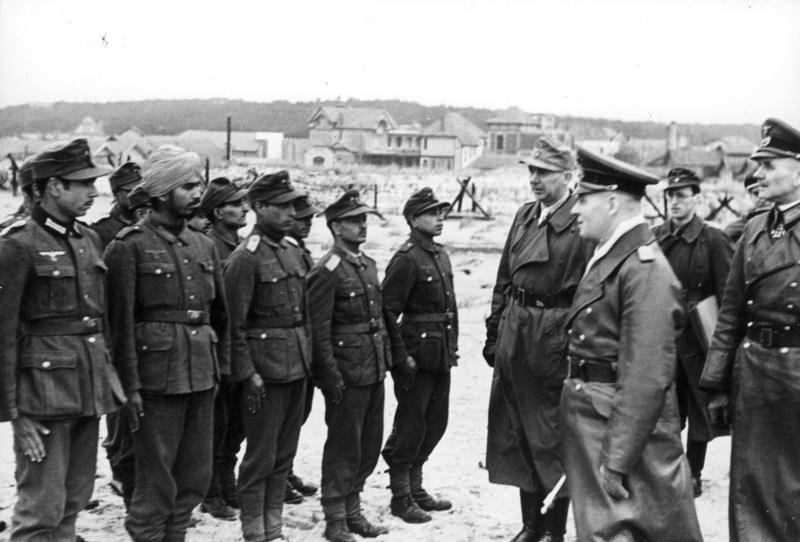
10 febbraio 1944: il feldmaresciallo Erwin Rommel passa in rassegna alcuni uomini della legione liberi indiani impegnati a presidiare il Vallo Atlantico in Francia

Nell'aprile 1943 alla legione venne ordinato di spostarsi a Beverloo, in Belgio, per essere aggregata alla 16ª divisione campale della Luftwaffe ma molti uomini della 3ª compagnia del 1º battaglione si rifiutarono di eseguire l'ordine e raggiunsero i Paesi Bassi. La risposta tedesca fu decisa, e 47 uomini vennero rispediti nei campi di prigionia. In ogni caso il 950º reggimento indiano fu inviato a Bordeaux e qui venne posto in seno alla 344ª divisione di fanteria tedesca, tuttavia quando questa partì per la Francia settentrionale gli indiani rimasero sul posto passando alla 159ª divisione fanteria.
Dal 21 gennaio 1943 parte della Legion Freies Indien, sempre per intercessione di Bose, ingrossò le file dell'esercito nazionale indiano filo-giapponese. La 9ª compagnia, la più disciplinata, si spostò invece in Italia nella primavera del 1944 e qui fronteggiò il V corpo britannico e il II Corpo polacco prima di essere ritirata nelle retrovie per contrastare i partigiani. La compagnia si arrese agli Alleati sul suolo italiano nell'aprile 1945. La restante parte della legione cercò di arrestare l'avanzata Alleata in Normandia ma, tra defezioni e caduti sul campo, subì molte perdite non riuscendo a mantenere la linea del fronte; nell'agosto 1944 passò alle dipendenze delle Waffen-SS e venne rinominata Indische Freiwilligen Legion der Waffen-SS.

### Lituani
I lituani fornirono alla Wehrmacht cinque battaglioni addetti alle costruzioni ossia Litauische Bau-Bataillonen, numerati con numeri romani da I a V e un reggimento di polizia, il Litauisches Polizei Regiment. Formato nel luglio 1944 e comandato dal tenente colonnello A. Spokevicius, venne distrutto nella sacca di Curlandia nel maggio 1945.

### Serbi e montenegrini
Russkiy Okhranniy Korpus
Il Russkiy Okhranniy Korpus ("corpo russo della guardia" o "corpo russo di difesa") fu originato con personale sovietico residente in Serbia e nei paesi limitrofi il 12 settembre 1941 a Belgrado col nome di Otdel'niy Russkiy Korpus (corpo russo), ma presto ricevette la nuova denominazione. L'unità fu incamerata nella Wehrmacht il 30 novembre 1942 con il nuovo appellativo Russisches Schutzkorps (corpo di difesa russo) prima e con quello di Russisches Schutzkorps Serbien poi.
I comandanti dell'unità (organizzata in cinque reggimenti) furono il generale Mikhail Skorodumov (dal 12 al 15 settembre 1941), Boris Shteyfon (fino al 30 aprile 1945) e il colonnello Anatoly Rogozhin (fino al maggio 1945).

### Spagnoli
250. Infanterie-Division

### Sovietici

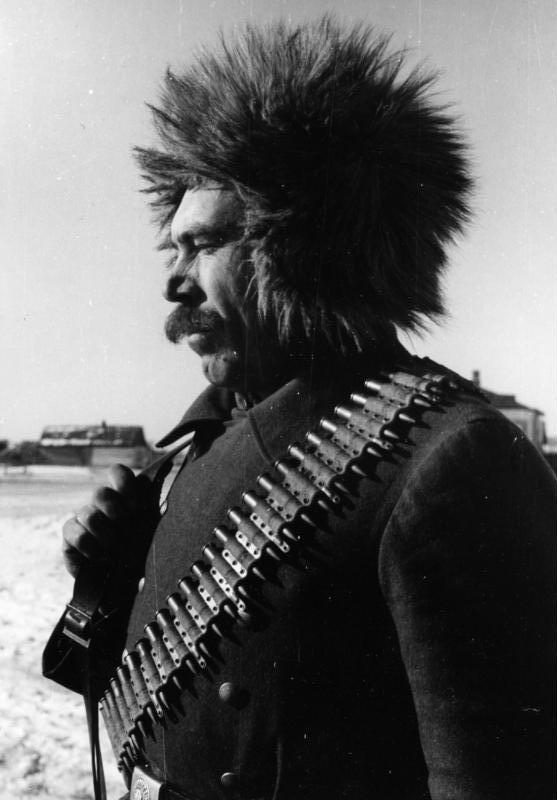
Calmucco arruolato nella Wehrmacht

162. (Turkistan) Infanterie-Division
Kalmüken Verband Dr. Doll
La Kalmüken Verband Dr. Doll (associazione calmucchi "Dr. Doll", dal soprannome del primo comandante) fu formata nell'ottobre 1942 per ordine del comandante della 16ª divisione fanteria motorizzata, generale Sigfrid Henrici, con volontari calmucchi di religione buddhista. Riunita nell'Abwehrtrupp 103 (forze di difesa 103) in due squadroni, i suoi compiti erano di sorvegliare le linee di approvvigionamento della divisione tedesca. Nel gennaio 1945 ne venne proposta l'integrazione nella Kaukasischer Waffen-Verband der SS, tuttavia la formazione venne riformata in reggimento di cavalleria e a marzo si spostò in Croazia dove passò alla dipendenza delle SS sotto il XV SS-Kosaken Kavallerie Korps. La gran parte degli uomini venne catturata dai partigiani durante la ritirata in Austria, gli altri si arresero agli inglesi.
Comandanti dell'unità furono il Sonderführer Othmar Rudolf Wrba (dall'ottobre 1942 al luglio 1944), il tenente colonnello Pipgorra (fino al dicembre 1944) e il colonnello Raimund Hoerst (fino al maggio 1945).
1. Kosaken-Kavallerie-Division
2. Kosaken-Kavallerie-Division